# Filoteo
Filoteo  è un nome proprio di persona italiano maschile.

## Varianti
- Ipocoristici: Teo
- Femminili: Filotea
  - Ipocoristici: Tea

### Varianti in altre lingue
- Francese: Philothée
- Greco antico: Φιλοθεος (Philotheos)[1]
- Latino: Philotheus
- Polacco: Filoteusz

## Origine e diffusione
Deriva dal greco antico Φιλοθεος (Philotheos), composto da φιλος (philos, "amico") e θεος (theos, "dio") e significa quindi "amico di Dio". Gli stessi elementi compongono anche il nome Teofilo, solo disposti al contrario.
La forma femminile Filotea venne usata da san Francesco di Sales nell'opera Filotea - Introduzione alla vita devota, dove un'immaginaria "Filotea" rappresenta tutte le persone che vogliono amare Dio, dunque essere devote.

## Onomastico
L'onomastico si può festeggiare in memoria di diversi santi:
- 19 febbraio, santa Filotea
- 15 settembre, san Filoteo[2]
- 8 ottobre, san Filoteo Kokkinos, Patriarca ecumenico di Costantinopoli
- 5 novembre, san Filoteo, martire con altri compagni a Cesarea marittima[3][4].

## Persone
- Filoteo Kokkinos, vescovo e santo bizantino
- Giovanni Filoteo Achillini, poeta, letterato e umanista italiano
- Filoteo Alberini, regista italiano

### Variante Philothée
- Philothée O'Neddy, poeta e scrittore francese

### Variante femminile Filotea
- Filotea, santa greca